# Rafael Sánchez-Guerra
Pour les articles homonymes, voir Guerra.
Rafael Sánchez-Guerra Sainz (Madrid, 28 octobre 1897 - Villava, 2 avril 1964) est un homme politique espagnol, journaliste et président du Real Madrid de 1935 à 1939. 

## Biographie
Rafael Sánchez Guerra fut élu député en 1923 à seulement 26 ans. Sous la dictature de Primo de Rivera, il prit part, auprès de son père, José Sánchez Guerra, qui en était l'instigateur, à une action révolutionnaire contre le dictateur le 29 janvier 1929 à Valence. Le pronunciamento se solda par un échec mais contribua, à sa mesure, à la chute de la dictature et, avec elle, de la monarchie (Alphonse XIII).
À partir de 1930, au sein de la droite libérale républicaine, il participa par ses actions à la proclamation de la Seconde République le 14 avril 1931. Il devint Secrétaire de la Présidence de la République, de décembre 1931 à avril 1936, sous la présidence de Niceto Alcala Zamora.
Élu président du club de football du Real Madrid en 1935, il le resta pendant les dramatiques années de la guerre d'Espagne jusqu'en 1939. L'équipe remporta un titre sous sa présidence : la Coupe d'Espagne en 1936. 
À la fin de la guerre civile, il fut arrêté et emprisonné sous le régime franquiste. En 1946, il s'exila à Paris et exerça sa profession de journaliste en créant l'agence de presse Prensa Intercontinental. 
En 1959, il rentra en Espagne dans le monastère dominicain de Villava pour y devenir frère Rafael en 1960. Il y mourut le 2 avril 1964.